# Бохорич, Адам
Адам Бохорич (словен. Adam Bohorič, 1520 год, около Брестаницы — 20 ноября 1598 года, Германия) — словенский филолог, деятель Реформации.
Один из лидеров протестантского движения XVI века в Словении, наряду с Приможем Трубаром, Себастианом Крелем и Юрием Далматином, родоначальник литературного словенского языка, зачинатель словенской филологии.
Бохорич в 1584 году в Виттенберге создал первую грамматику словенского языка Arcticae horulae succisivae (Zimske urice proste) на латинском языке по образцу латинской грамматики Филиппа Меланхтона, что отразилось на описании языка: в ней не учитывались некоторые особенности, отсутствующие в латыни. Полное название грамматики: Arcticae horulae succisivae, de Latino Carniolana literatura, ad Latinae linguae analogiam accommodata, unde Moshoviticae, Rutenicae, Polonicae, Boëmicae & Lusaticae lingvae, cum Dalmatica & Croatica cognatio, facile deprehenditur.
Грамматику предваряло введение, в котором отмечалась близость словенского языка другим славянским языкам и самобытность по отношению к немецкому языку. В разделе De orthografia Rutenica et Moskovitica рассматривался западнорусский язык, где Бохорич отметил сходство словенского языка «с московским и русинским» (cum Moshovitis et Rutenis communem).
В грамматике предложил графическую систему, названную «бохоричица», которой словенцы пользовались около 250 лет. До появления грамматических сочинений Марко Похлина оставалась единственной словенской грамматикой. Переиздана в 1715 году под именем о. Ипполита (o. Hipolit).
Кроме грамматики, Бохорич написал ещё несколько несохранившихся сочинений, в частности, Elementale Labacense и Nomenclatura trium linguarum. Написал также Otročja tabla (ок. 1580) и Otročja pejsem, kedar se zjutra vstane ali zvečer spat gre (1584). Сотрудничал с Юрием Далматином, в частности, является автором словарика в первом переводе Библии на словенский язык, выполненном Далматином в 1584 году.